# Abyssianira tasmaniensis
Abyssianira tasmaniensis is een pissebed uit de familie Paramunnidae. De wetenschappelijke naam van de soort is voor het eerst geldig gepubliceerd in 1990 door Just.